# UFC 205
UFC 205: Alvarez vs. McGregor foi o primeiro evento de artes marciais mistas promovido pelo Ultimate Fighting Championship em Nova Iorque nos Estados Unidos, ocorrido no dia 12 de novembro de 2016 no Madison Square Garden.

## Antecedentes
Este evento foi o primeiro evento do UFC hospedado em Nova Iorque. Também será o primeiro evento do UFC hospedado no Estado de Nova Iorque, após a longa proibição do MMA profissional ser revogada no início de 2016. Até este ponto, o UFC 7 foi o único evento realizado no estado, produzido em Setembro de 1995, em Buffalo.
O UFC trabalhou incansavelmente para superar a lei que proibiu os eventos de MMA profissional no estado, incluindo uma medida drástica: eles anunciaram um evento (UFC 197) para o Madison Square Garden, apesar da proibição ainda estar em vigor. Entretanto, foi anunciado que uma liminar (permitindo a promoção para realizar o evento) foi negada por um juiz federal. O evento foi, posteriormente, transferido e efetuado em Las Vegas, Nevada.

### Card principal: três lutas valendo cinturão, incluindo uma entre dois campeões
A luta principal foi pelo Cinturão Peso-Leve do UFC entre o atual campeão, Eddie Alvarez, e o Campeão Peso-Pena do UFC Conor McGregor. Esta será a segunda vez na história do UFC que dois campeões em divisões diferentes vão lutar pelo mesmo título. A primeira vez foi no UFC 94, em 31 de janeiro de 2009, quando o campeão peso-meio-médio, Georges St-Pierre, defendeu seu título contra o campeão peso-leve, B.J. Penn.
Alvarez foi originalmente esperado para fazer sua primeira defesa de título contra o desafiante invicto Khabib Nurmagomedov, mas foi anunciado em 21 de setembro que Alvarez não assinou o contrato para a luta e, consequentemente, também recusou o contrato para lutar no UFC 206, em dezembro. Enquanto isso, McGregor foi anteriormente esperado para lutar pelo título dos leves no UFC 196, em fevereiro, contra o até então campeão, Rafael dos Anjos. Dos Anjos, eventualmente, foi removido do evento devido a uma fratura no pé, e a luta nunca se concretizou.
Uma luta valendo o  Cinturão Meio Médio do UFC entre o atual campeão, Tyron Woodley, e o cinco vezes campeão mundial em kickboxing, Stephen Thompson, está prevista para ser a luta co-principal.
A terceira luta pelo título, valendo o Cinturão Peso Palha Feminino do UFC entre a atual campeã, Joanna Jędrzejczyk, e Karolina Kowalkiewicz, também é esperada para ser parte do card. A dupla se reuniu anteriormente no MMA amador, em 2012, quando Jędrzejczyk derrotou Kowalkiewicz por finalização na final do Amatorska Liga MMA.

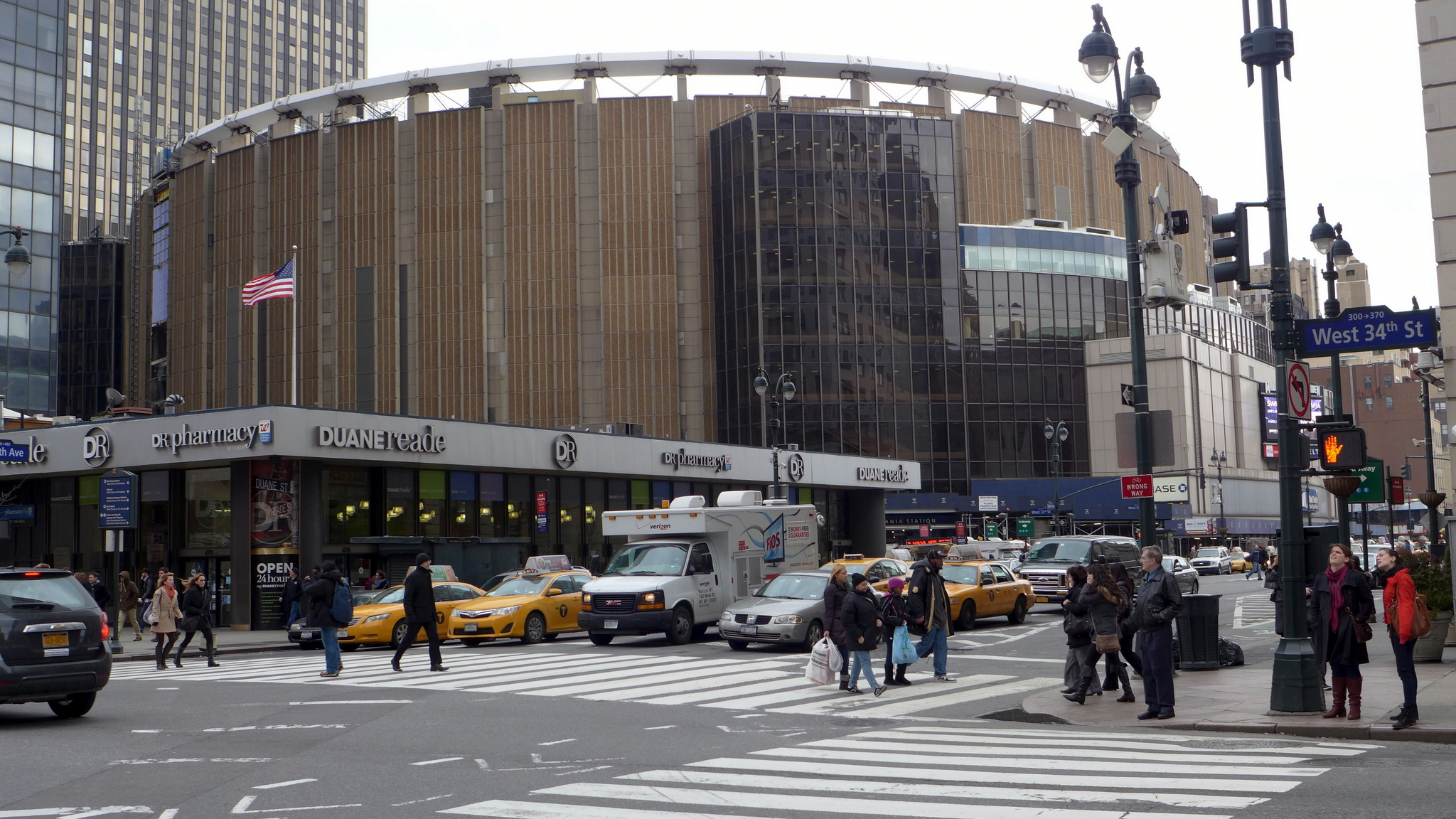
Madison Square Garden será a sede da estreia muito esperada do UFC em Nova Iorque.

Uma potencial eliminatória pelo título dos médios entre o ex-Campeão Peso Médio do UFC, Chris Weidman, e o medalhista de prata nos Jogos Olímpicos de Verão de 2000 e ex-campeão mundial de luta livre olímpica, Yoel Romero, foi marcada para este evento.
Uma luta no peso-meio-médio entre o ex-campeão, Robbie Lawler, e o ex-desafiante ao título dos leves, Donald Cerrone, foi a primeira luta confirmada do evento. No entanto, apenas alguns dias após o anúncio, foi revelado que Lawler decidiu tomar um pouco mais de tempo para preparar-se para uma luta, depois de perder o título por nocaute no UFC 201. Ele foi substituído pelo vencedor do The Ultimate Fighter: Team Jones vs. Team Sonnen, no peso-médio, Kelvin Gastelum, que estava programado para enfrentar Jorge Masvidal uma semana antes.
Abrindo o card principal, acontecerá uma luta no peso-galo feminino, entre a ex-Campeã Peso Galo Feminino do Strikeforce e ex-Campeã Peso Galo Feminino do UFC, Miesha Tate, e Raquel Pennington.

### Card preliminar: ex-campeão e ex-desafiantes ao título fazem parte da primeira parte do evento
Uma luta no peso-pena entre o ex-campeão dos leves, Frankie Edgar, e Jeremy Stephens, é esperada para ser o combate destaque do card preliminar. Alguns outros duelos também estão escalados para participar dos preliminares televisionados pelo Fox Sports 1:
- Apesar de ter sido originalmente esperado para enfrentar Alvarez, Khabib Nurmagomedov enfrentará Michael Johnson em uma possível eliminatória pelo título dos leves.[17]
- A luta dos médios entre Tim Boetsch e Rafael Natal.[16]
- Uma luta nos meio-médios entre o ex-Campeão Peso Meio Médio do Bellator, Lyman Good, e Belal Muhammad, estava marcada para esta parte do evento.[18] No entanto, em 24 de outubro, Good foi retirado do card depois de ter sido notificado pela USADA, devido a uma potencial violação das normas antidopagem, decorrente a partir de uma amostra fora de competição coletada dez dias antes.[19] Ele foi substituído por Vicente Luque.[20]

Uma luta no peso-leve entre Al Iaquinta e o ex-desafiante ao título meio-médio, Thiago Alves, foi previamente ligada ao UFC 202. No entanto, o casamento foi inicialmente adiado e era esperado para acontecer neste evento. Posteriormente, Iaquinta anunciou, em 19 de Setembro, que ele havia sido retirado do combate devido a uma disputa contratual com a promoção. Ele foi substituído por Jim Miller. A luta está prevista para ser a atração principal do UFC Fight Pass deste evento.
Para completar o card, haverá uma luta no peso-galo feminino entre a ex-desafiante ao título, Liz Carmouche, e Katlyn Chookagian.
Uma luta nos meio-pesados entre Gian Villante e Marcos Rogério de Lima foi brevemente ligada ao evento. No entanto, Villante foi removido da luta em 21 de setembro citando lesão, e a luta foi desfeita.
A luta dos médios entre Tim Kennedy e o ex-Campeão Meio-Pesado do UFC e estreante na categoria, Rashad Evans, estava programada para a parte FS1 do evento. No entanto, em 8 de novembro, Evans foi retirado da luta depois que a Comissão de Nevada não deu a licença para o mesmo lutar. Posteriormente, Kennedy foi removido do card também. A luta está agora prevista para ocorrer no UFC 206, um mês depois.

### Pesagem
No momento da pesagem, Alves ultrapassou o peso em seis libras (2,7 kg), pesando 162,6 lbs (73,7 kg). Miller, que já havia batido o peso, teve que se reidratar para manter uma diferença de peso dentro de 7 libras (3,1 kg). Por causa disso, ele ficou em 157,6 lbs (71,4 kg). A luta será em peso casado de 163 lbs (73,9 kg). A Comissão Atlética do Estado de Nova York e os funcionários do UFC indicaram para Alves não pesar mais de 173 lbs (78,4 kg) no dia da luta, ou a luta seria cancelada. Como resultado, Alves foi multado em 20% de sua bolsa luta, que foi para Miller. Gastelum não apareceu para a pesagem, anunciando via twitter que ele não iria lutar contra Cerrone, pois não alcançaria o limite de peso. Cerrone já tinha pesado com sucesso, batendo 170,4 lbs (77,2 kg).

## Card Oficial
Nota 1 Pelo Cinturão Peso Leve do UFC. McGregor possui o Cinturão Peso Pena do UFC, mas este não estará valendo na luta.

Nota 2 Pelo Cinturão Meio Médio do UFC.

Nota 3 Pelo Cinturão Peso Palha Feminino do UFC.

## Bônus da Noite
Os lutadores receberam $50.000 de bônus
- Luta da Noite:  Tyron Woodley vs.  Stephen Thompson
- Performance da Noite:  Conor McGregor e  Yoel Romero